# Hundleby
Hundleby – wieś i civil parish w Anglii, w Lincolnshire, w dystrykcie East Lindsey. W 2011 roku civil parish liczyła 395 mieszkańców. Hundleby jest wspomniana w Domesday Book (1086) jako Hundelbi.